# Шлајц (Тирингија)
Шлајц (њем. Schleiz) град је у њемачкој савезној држави Тирингија. Једно је од 76 општинских средишта округа Зале-Орла. Према процјени из 2010. у граду је живјело 8.824 становника. Посједује регионалну шифру (AGS) 16075098.

## Географски и демографски подаци
Шлајц се налази у савезној држави Тирингија у округу Зале-Орла. Град се налази на надморској висини од 432 метра. Површина општине износи 83,0 km². У самом граду је, према процјени из 2010. године, живјело 8.824 становника. Просјечна густина становништва износи 106 становника/km².